# قائمة أعمال دانيال رادكليف
دانيال رادكليف هو ممثل إنجليزي بارز، يُعرف بأدائه المتميز في السينما والتلفزيون والمسرح. حقق شهرة عالمية بفضل دوره الشهير كـ "هاري بوتر" في سلسلة الأفلام المقتبسة من روايات ج. ك. رولينغ.

## أفلام
| السنة | الفيلم                            | الشخصية           | ملاحظات                                                                                        |
| ----- | --------------------------------- | ----------------- | ---------------------------------------------------------------------------------------------- |
| 2001  | خياط بنما                         | مارك بيندل        | ممثل مساعد                                                                                     |
| 2001  | هاري بوتر وحجر الفيلسوف           | هاري بوتر         | صُدر الفيلم باسم هاري بوتر وحجر الساحر في كل من الولايات المتحدة والهند                         |
| 2002  | هاري بوتر وحجرة الأسرار           | هاري بوتر         | أجره كان 3 ملايين دولار                                                                        |
| 2004  | هاري بوتر وسجين أزكابان           | هاري بوتر         |                                                                                                |
| 2005  | هاري بوتر وكأس النار              | هاري بوتر         | أجره كان 11 مليون دولار                                                                        |
| 2007  | هاري بوتر وجماعة العنقاء          | هاري بوتر         | أجره كان 14 مليون دولار                                                                        |
| 2007  | ديسمبر بويز                       | مابز              | أول فيلم مستقل له                                                                              |
| 2009  | هاري بوتر والأمير الهجين          | هاري بوتر         | تم عرضه في 15 يوليو 2009                                                                       |
| 2010  | هاري بوتر ومقدسات الموت – الجزء 1 | هاري بوتر         | تم عرضه في 19 نوفمبر 2010 على مستوى العالم                                                     |
| 2011  | هاري بوتر ومقدسات الموت – الجزء 2 | هاري بوتر         | تم عرضه في 15 يوليو 2011                                                                       |
| 2012  | المرأة ذات الرداء الأسود          | آرثر كيبس         | عُرض في 3 فبراير 2012 في الولايات المتحدة، و10 فبراير في المملكة المتحدة، و17 فبراير في إسبانيا |
| 2013  | اقتل أعزائك                       | ألن غينسبرغ       | تم عرضه في 18 يونيو في مهرجان صاندانس السينمائي لعام 2013                                      |
| 2013  | قرون                              | إغناطيوس بيريش    | 29 أغسطس 2014 في إسبانيا                                                                       |
| 2013  | ماذا لو                           | والاس             | عُرض لأول مرة في عام 2013 في مهرجان تورونتو السينمائي الدولي، ولدور السينما في 22 أغسطس 2014.   |
| 2015  | كارثة                             | الكلب ووكر        | ضيف شرف                                                                                        |
| 2015  | فيكتور فرانكنشتاين                | إيغور             | تم عرضه في 10 نوفمبر 2015                                                                      |
| 2016  | رجل الجيش السويسري                | ماني              | تم عرضه في 1 يوليو 2016                                                                        |
| 2016  | الآن أنت تراني: الفصل الثاني      | والتر مابري       | تم عرضه في 2 يونيو 2016                                                                        |
| 2016  | الإمبريالي                        | نيت فوستر         | تم عرضه في 19 أغسطس 2016                                                                       |
| 2017  | أدغال                             | يوسي غينسبرغ      |                                                                                                |
| 2017  | تائه في لندن                      | نفسه              | ضيف شرف                                                                                        |
| 2018  | وحش الأعباء                       | شون هاغرتي        |                                                                                                |
| 2019  | بلايموبيل: الفيلم                 | ريكس داشر         | دور صوتي                                                                                       |
| 2019  | وضعية الأسلحة                     | مايلز لي هاريس    |                                                                                                |
| 2020  | الهروب من بريتوريا                | تيم جينكين        |                                                                                                |
| 2022  | غريب أطوار: قصة أل يانكوفيك       | ويرد آل يانكوفيتش | دور بطولة                                                                                      |
| 2022  | المدينة الضائعة                   | فيرفاكس           | دور بطولة                                                                                      |
| 2025  | الآن أنت تراني 3                  | والتر مابري       |                                                                                                |

## التلفزيون

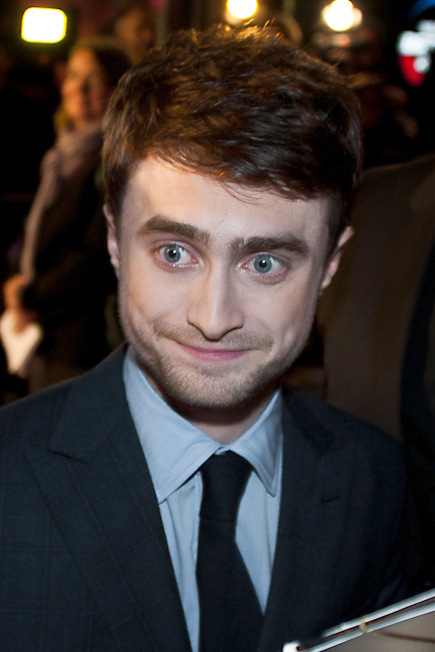
رادكليف في مهرجان لندن السينمائي.

| السنة         | العمل                                                                 | الدور                             | ملاحظات                              |
| ------------- | --------------------------------------------------------------------- | --------------------------------- | ------------------------------------ |
| 1999          | ديفيد كوبرفيلد                                                        | ديفيد كوبرفيلد (طفل)              | فيلم تلفزيوني                        |
| 2005          | فولي وماكول: حتى بهذه الطريقة                                         | نفسه                              | برنامج كوميدي                        |
| 2006          | إكستراس                                                               | نفسه                              | حلقة: "دانيال رادكليف"               |
| 2007          | ابني جاك                                                              | جون كيبلينغ                       | فيلم تلفزيوني                        |
| 2010–18       | عائلة سيمبسون                                                         | إدموند / ديجز / نفسه              | صوت؛ 3 حلقات                         |
| 2010–20       | عرض غراهام نورتون                                                     | نفسه                              | 10 حلقات                             |
| 2012          | ساترداي نايت لايف                                                     | نفسه (مضيف)                       | حلقة: "دانيال رادكليف / لانا دل راي" |
| 2012–17       | الدجاجة الآلية                                                        | طفل البوري / توماس القطار / غاريث | صوت؛ حلقتان                          |
| 2012–13       | مذكرات طبيب شاب                                                       | دكتور فلاديمير بومغارد (شاب)      | 8 حلقات                              |
| 2012؛15       | لدي أخبار لك                                                          | نفسه (مضيف)                       | حلقتان                               |
| 2015          | بوجاك هورسمان مغيرو قواعد اللعبة                                      | نفسه سام هاوسر                    | صوت؛ حلقة: "هيا نكتشف" فيلم تلفزيوني |
| 2019–حتي الآن | عمال المعجزات                                                         | كريغ برنس تشونسلي ذا بريتي كول    | دور رئيسي؛ أيضا منتج منفذ            |
| 2020          | كيمي شميت القوية                                                      | الأمير فريدريك                    | حلقة: "كيمي ضد القس"                 |
| 2022          | سهرة تلفزيونية -وثائقي-: هاري بوتر الذكرى الـ 20: العودة إلى هوجوارتس | نفسه في عمل وثائقي                |                                      |
| 2023          | موليجان                                                               | الملك جيرمي                       | رسوم متحركة                          |

## الأعمال المسرحية

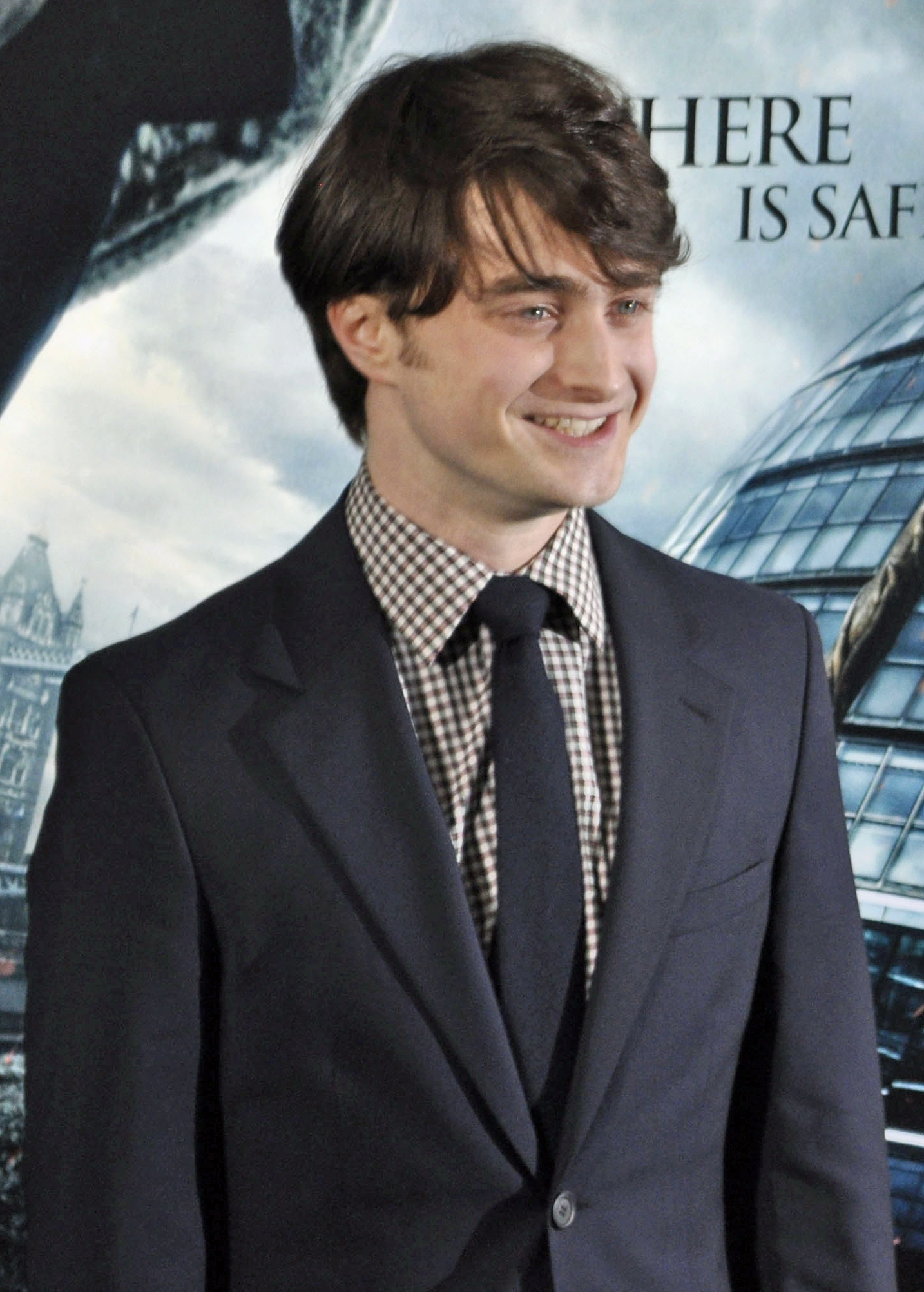
رادكليف في العرض الأول لفيلم هاري بوتر ومقدسات الموت – الجزء 1 في قاعة أليس تولي، بمدينة نيويورك، في نوفمبر 2010.

| السنة     | المسرحية                            | الدور            | المكان                    |
| --------- | ----------------------------------- | ---------------- | ------------------------- |
| 2003      | المسرحية ما كتبت                    | مونو في طِماق     | مسرح ويدهامس              |
| 2007–2008 | إيكوس                               | ألان سترانج      | مسرح جيلجود، وست إند      |
| 2008–2009 | إيكوس                               | آلان سترانغ      | مسرح برودهيرست، برودواي   |
| 2011–2012 | كيف تنجح في عملك بدون محاولة حقيقية | جي بييربونت فينش | مسرح آل هيرشفيلد، برودواي |
| 2013      | أعرج إينشيمان                       | بيلي كلافين      | مسرح نويل كاوارد، وست إند |
| 2014      | أعرج إينشيمان                       | بيلي كلافين      | مسرح كورت، برودواي        |
| 2016      | خصوصية                              | الكاتب           | المسرح العام، أوف-برودواي |
| 2017      | مات روزنكرانتز وغيلدنسترن           | روزنكرانتز       | فيك القديم، لندن          |
| 2018      | ذا لايف سبان أوف أ فاكت             | فنغال            | ستوديو 54، برودواي        |
| 2020      | نهاية اللعبة                        | كلوف             | فيك القديم، لندن          |

## الكتابة
| السنة | العمل                                | التصنيف | ملاحظات                                  |
| ----- | ------------------------------------ | ------- | ---------------------------------------- |
| 2006  | الأيام بعيداً                         | شعر     | أول قصيدة منشورة                         |
| 2007  | الخُزعبلات                            | كتاب    | كُتِب بواسطة بول كيف                       |
| 2008  | "الحب الذي لا يجرؤ التحدث به الصهيل" | أغنية   | قُدمت في مسابقة غجر العام السنوية العشرون |

## فيديوهات موسيقية
| السنة | العمل       | المؤدي                         | الدور        |
| ----- | ----------- | ------------------------------ | ------------ |
| 2012  | "المبتدئين" | فرقة الروك البريطانية سلو كلوب | شخصية رئيسية |
| 2016  | "ديمولشير"  | فرقة بيهايند هير سافاج كيلينغ  | مخرج، ومحرر  |

## أعمال أخرى
| السنة | العمل                | الدور | ملاحظات                                                           |
| ----- | -------------------- | ----- | ----------------------------------------------------------------- |
| 2010  | سوناته 130 إرث الأمل | راوٍ   | جزء من الشعر الأرشيفي فيلم وثائقي حول الناجين من المحرقة اليهودية |
| 2011  | أنا هاري بوتر        | نفسه  | رسم هزلي للضحك أو الموت                                           |

| السنة | العمل                | نوعه                                                                                          | ملاحظات                                                                                    |
| ----- | -------------------- | --------------------------------------------------------------------------------------------- | ------------------------------------------------------------------------------------------ |
| 2011  | "ترنيمة عيد الميلاد" | أغنية لدانيال رادكليف مع طاقم تمثيل برودواي الأصلي لمسرحية كيف تنجح في عملك دون محاولة حقيقية | عُرضت في 7 يونيو 2011 ضمن ألبوم عيد الميلاد أناشيد برودواي للحصول على العلاج، مجلد 13، 2011 |